# Печери Азербайджану

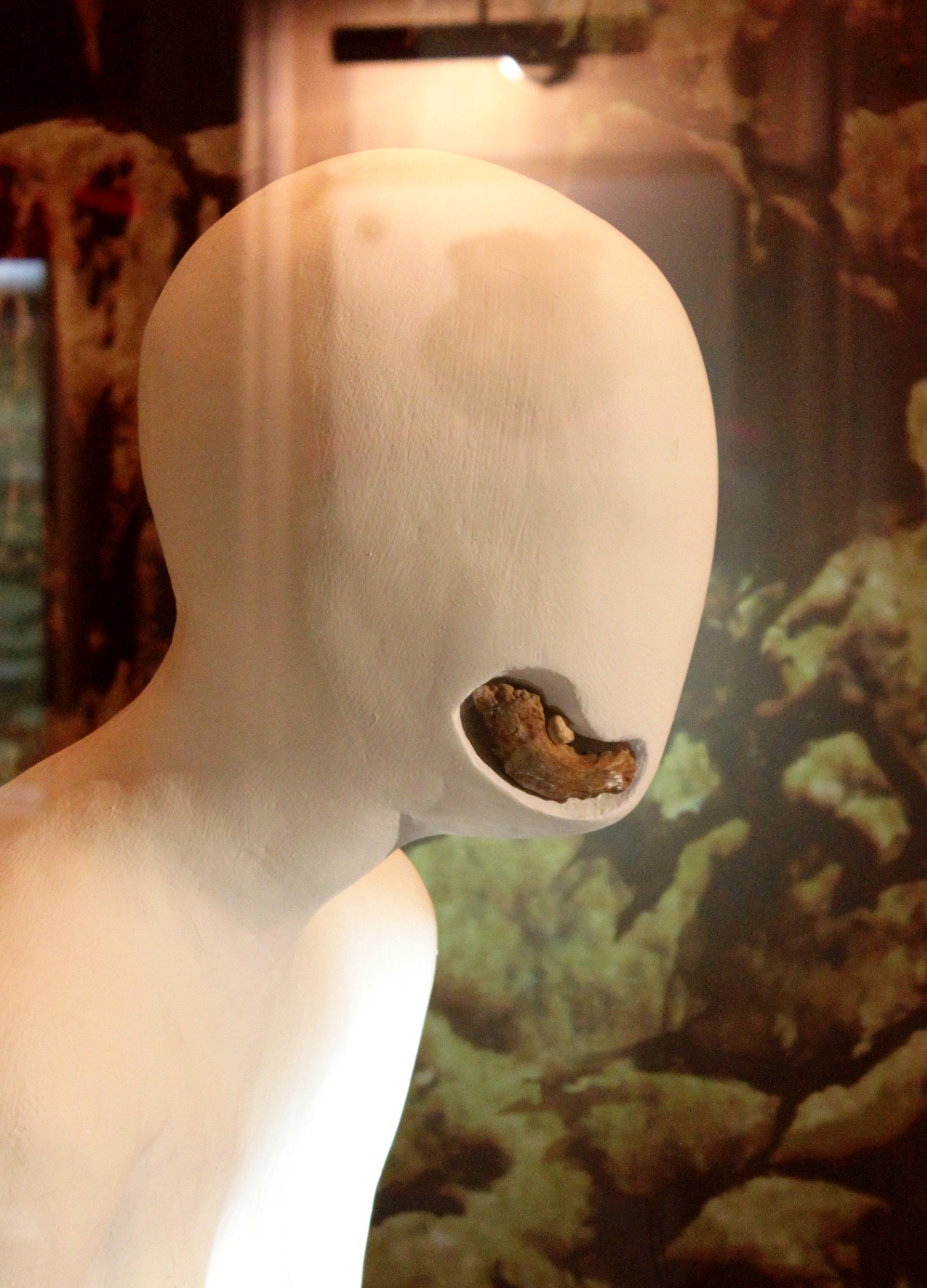
Щелепа азихантропа з печери Азих, Азербайджан.

На території Азербайджану розташовано достатньо велика кількість печер, що є наслідком ерозії і високою вулканічної активності в даному регіоні раннє.
Серед азербайджанських печер найбільшу популярність придбала печера Азих, в ході археологічних розкопок було виявлено два мустьерских (асоціюються з неандертальцями) і два ашельськоймісцезнаходжень культурні шари. Верхній ашельськой шар містить рубила, грубі скребла, остроконечники, нижній шар більш архаїчний.

## Список печер Азербайджану
Нижче представлений список деяких печер Азербайджану.
| Назва печери      | Оригінальна назва | Місцезнаходження      |
| ----------------- | ----------------- | --------------------- |
| Аларська печера   | Allar mağarası    | Ярдимлинський район   |
| Асхаб-Уль-Кахф    | Əshabi-Kəhf       | Бабецький район       |
| Бузеїрська печера | Büzeyir mağarası  | Лерікський район      |
| Зарська печера    | Zar mağarası      | Кельбаджарський район |
| Кілітська печера  | Kilit mağarası    | Ордубадський район    |
| Тагларська печера | Tağlar mağarası   | Ходжавендський район  |
| Шішгюзей          | Şiş Quzey         | Товузький район       |
| Шушінского печера | Şuşa mağarası     | Шушинський район      |

## Список печерних комплексів Азербайджану
Нижче представлений список деяких печерних комплексів Азербайджану.
| Назва печери   | Оригінальна назва    | Місцезнаходження     |
| -------------- | -------------------- | -------------------- |
| Азиська печера | Azıx mağarası        | Ходжавендський район |
| Дамджили       | Damcılı mağarası     | Ґазаський район      |
| Даш Салахлі    | Daş Salahlı mağarası | Ґазаський район      |
| Хадікаіб       | Hadiqaib mağarası    | Шарурський район     |
| Уган           | Uğan mağarası        | Огузький район       |
| Марази         | Mərəzə mağarası      | Ґобустанський район  |

## Галерея

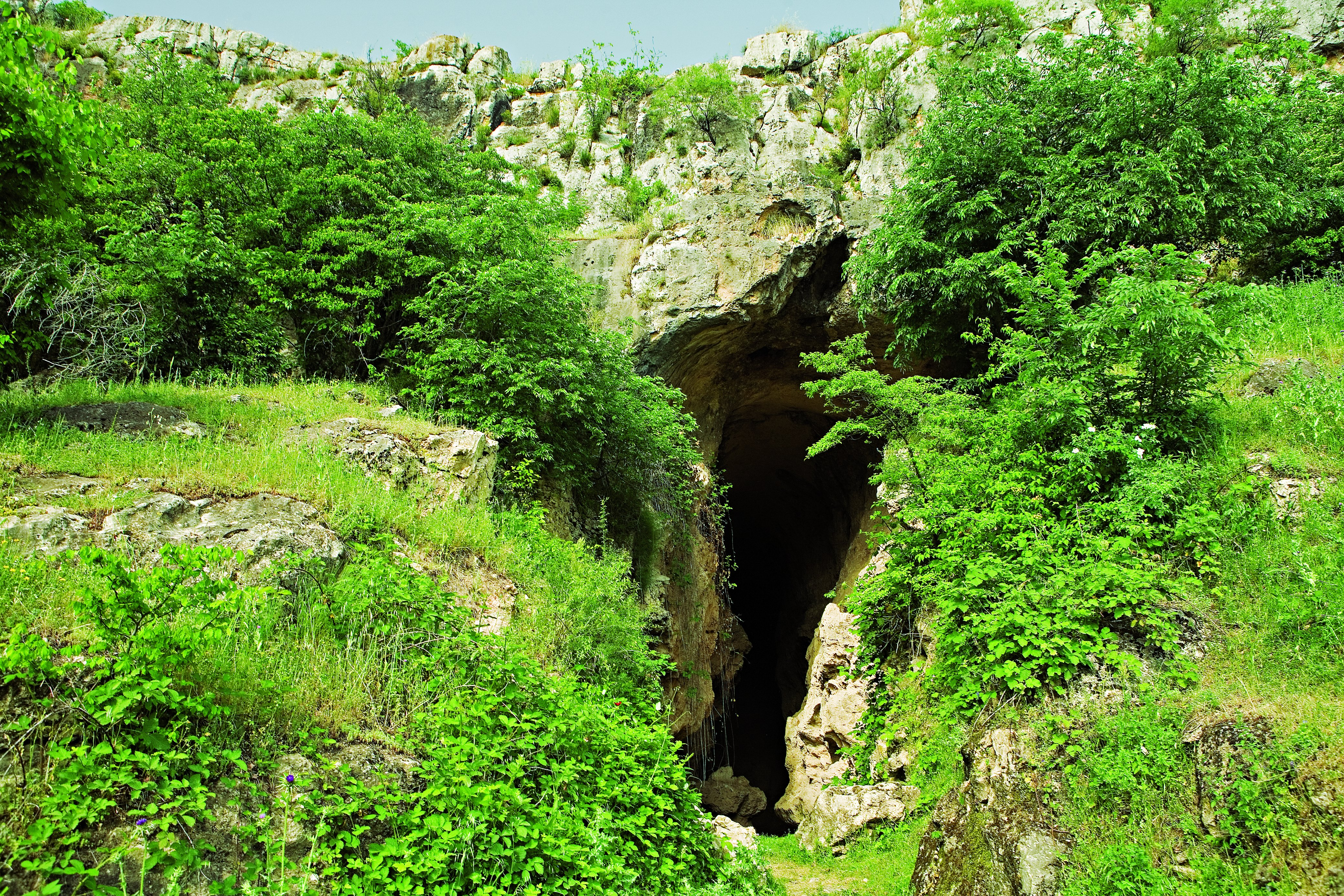
Азиська печера
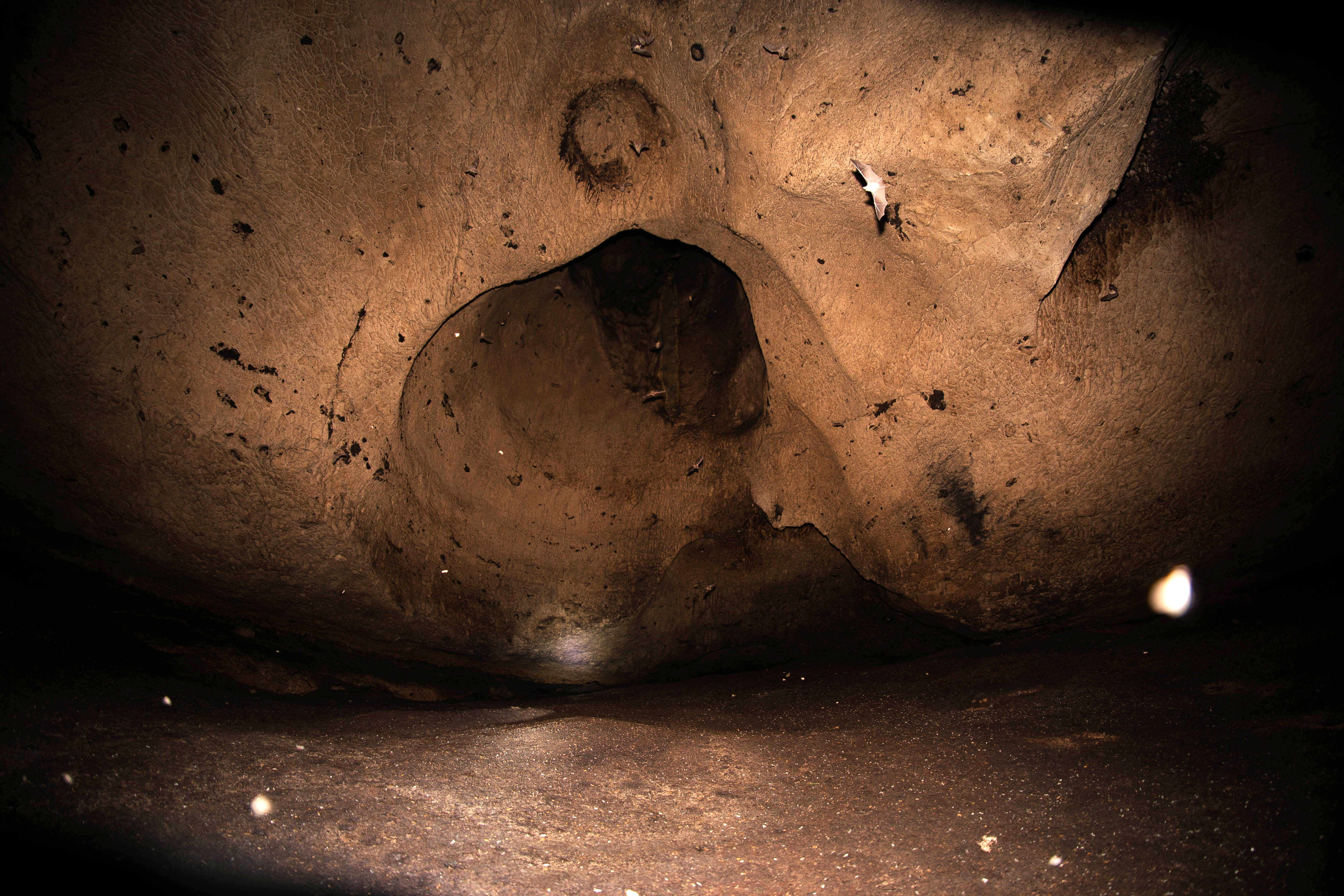
Азиська печера
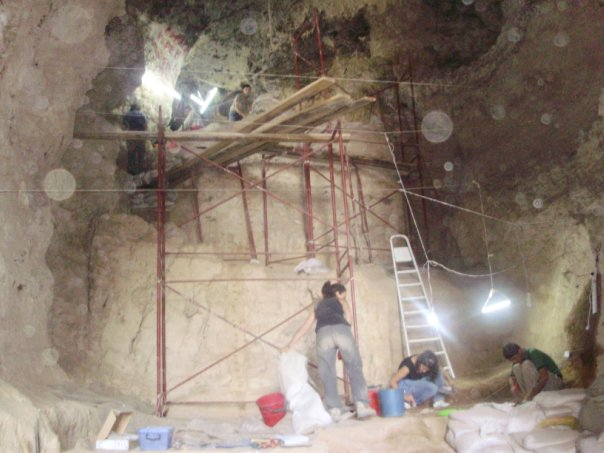
Археологічні розкопки в Азихской печері в 2009 році
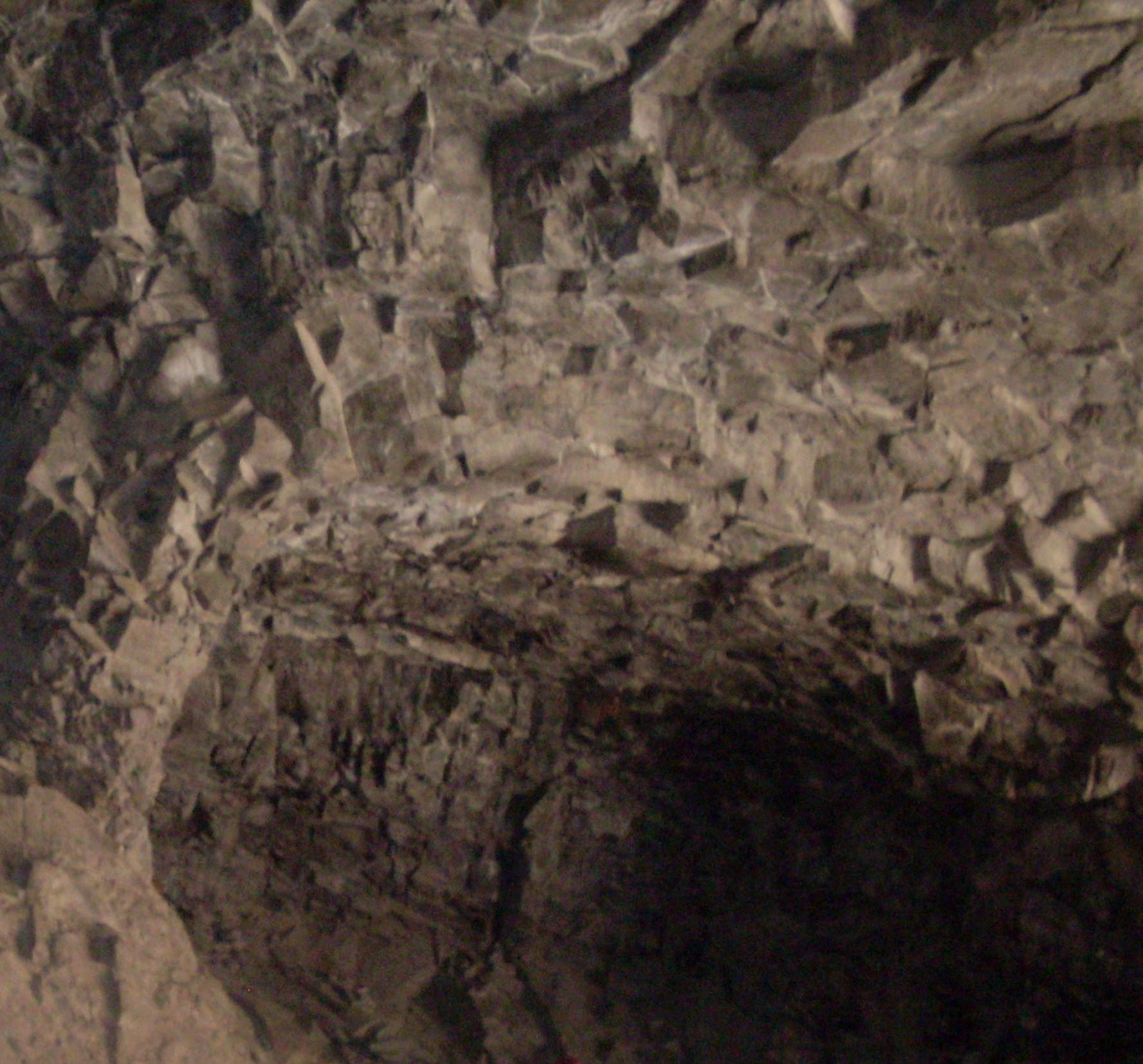
Печера Асхаб-Уль-Кахф
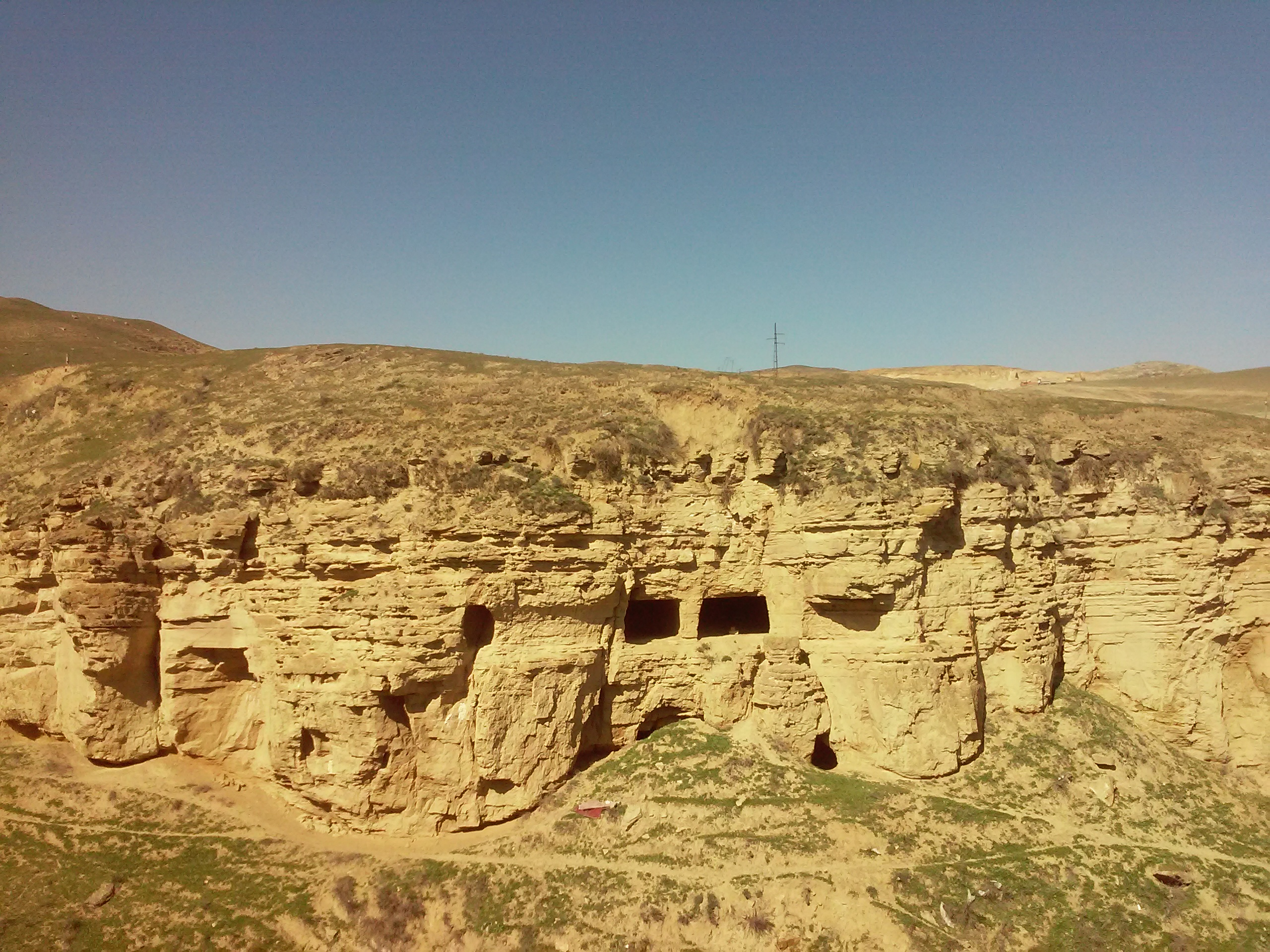
Печера Марази
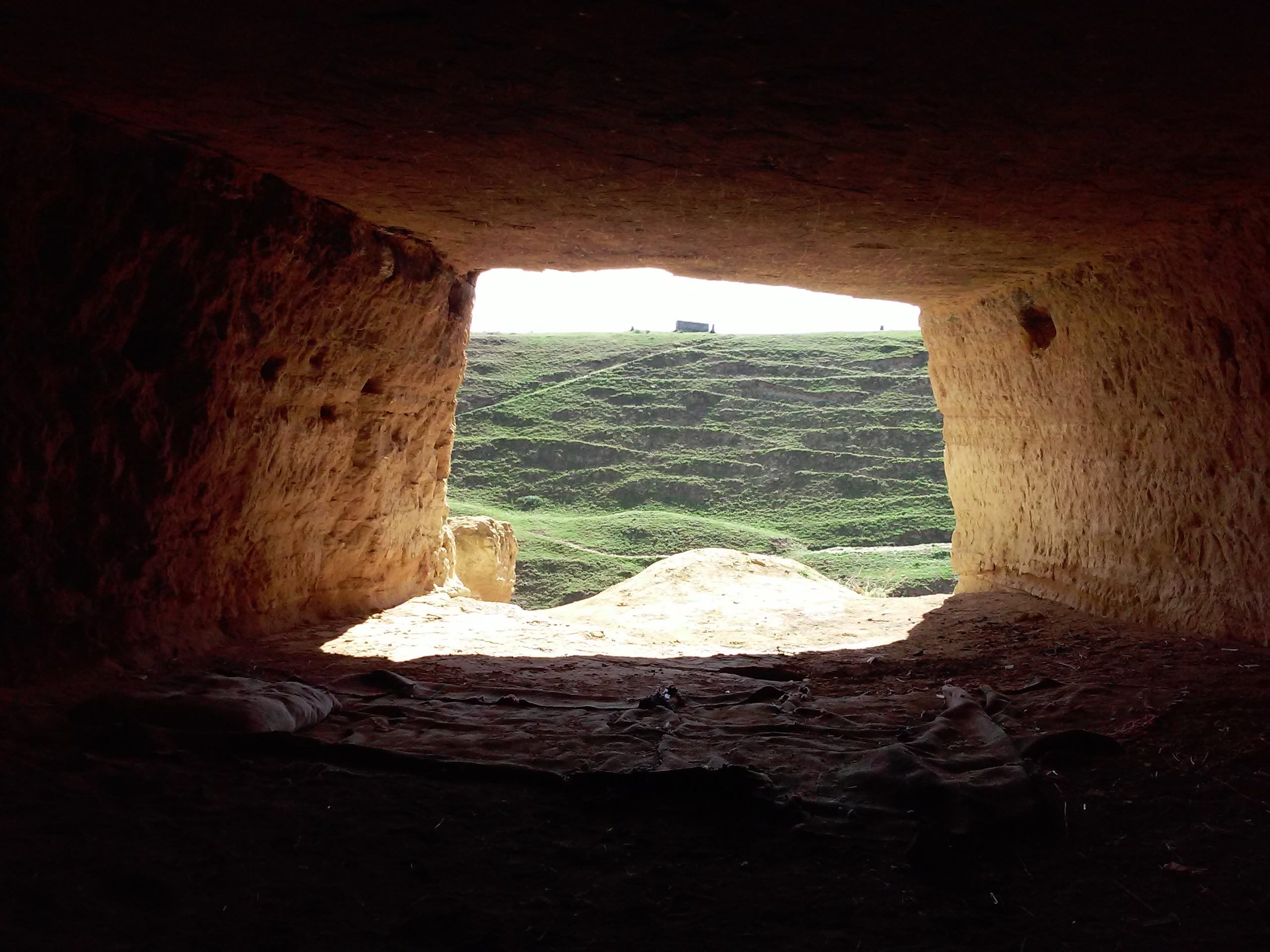
Печера Марази
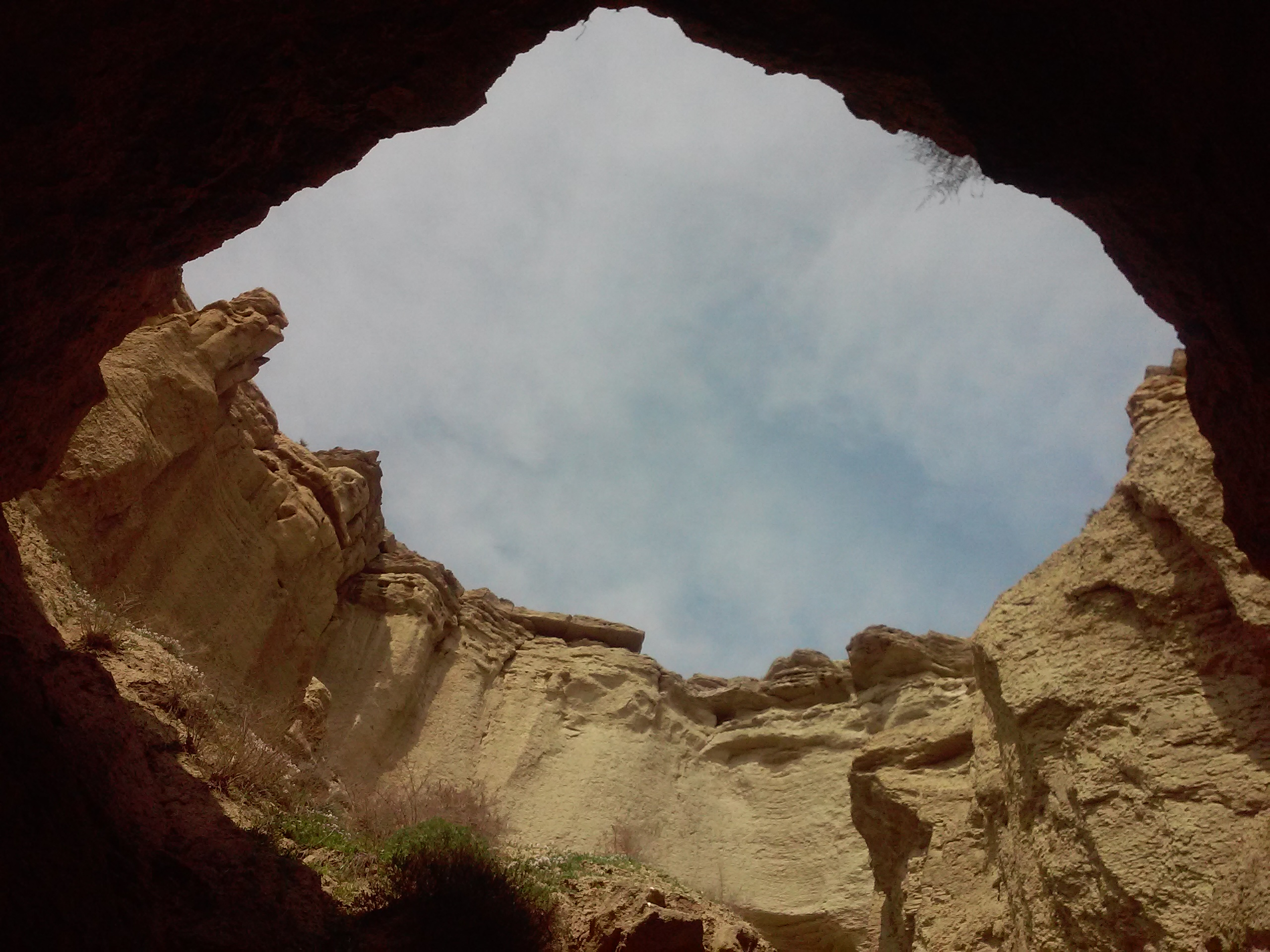
Вхід в карстові печери в Карадазький район
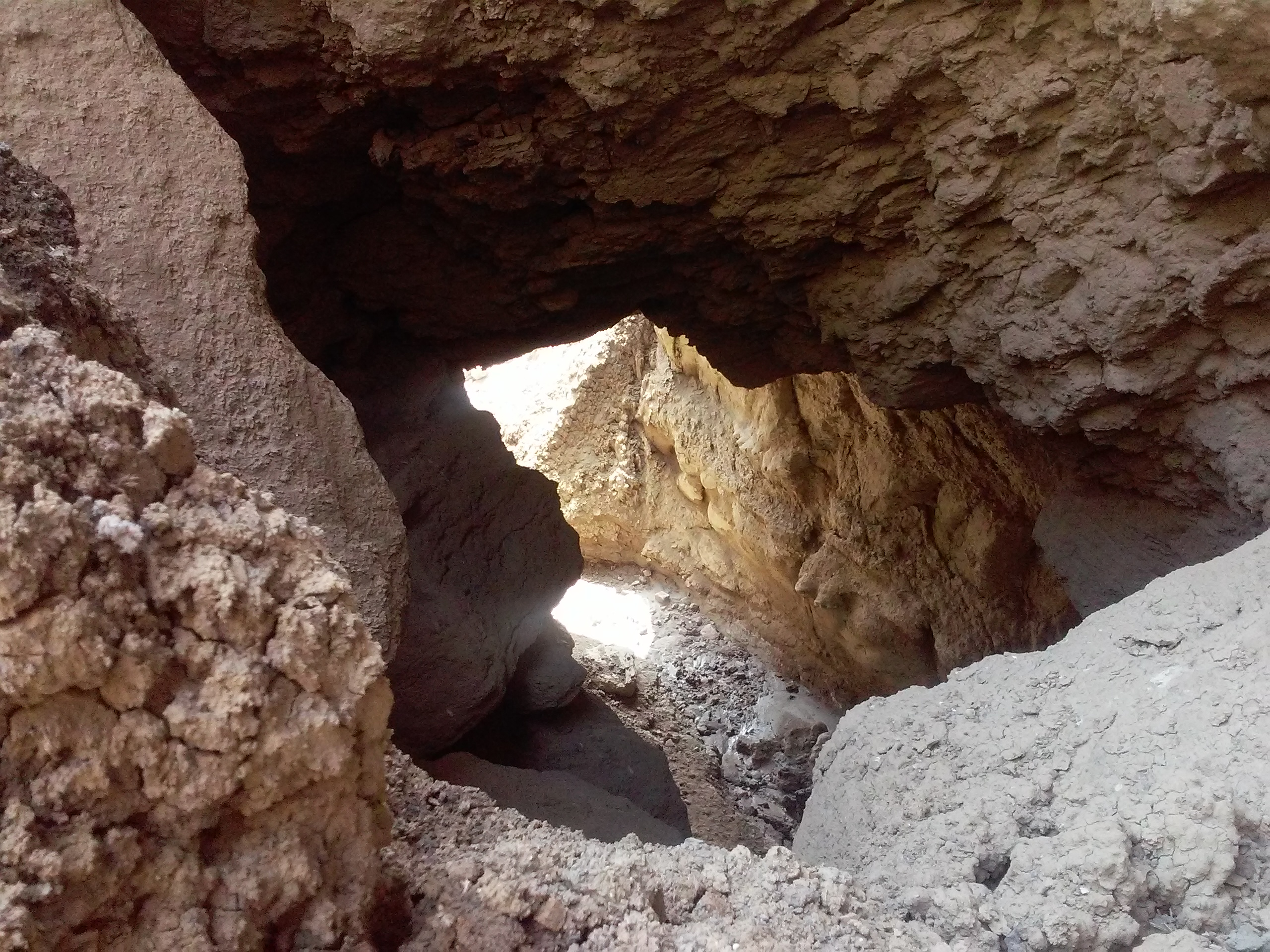
Формування печери в Карадазький район

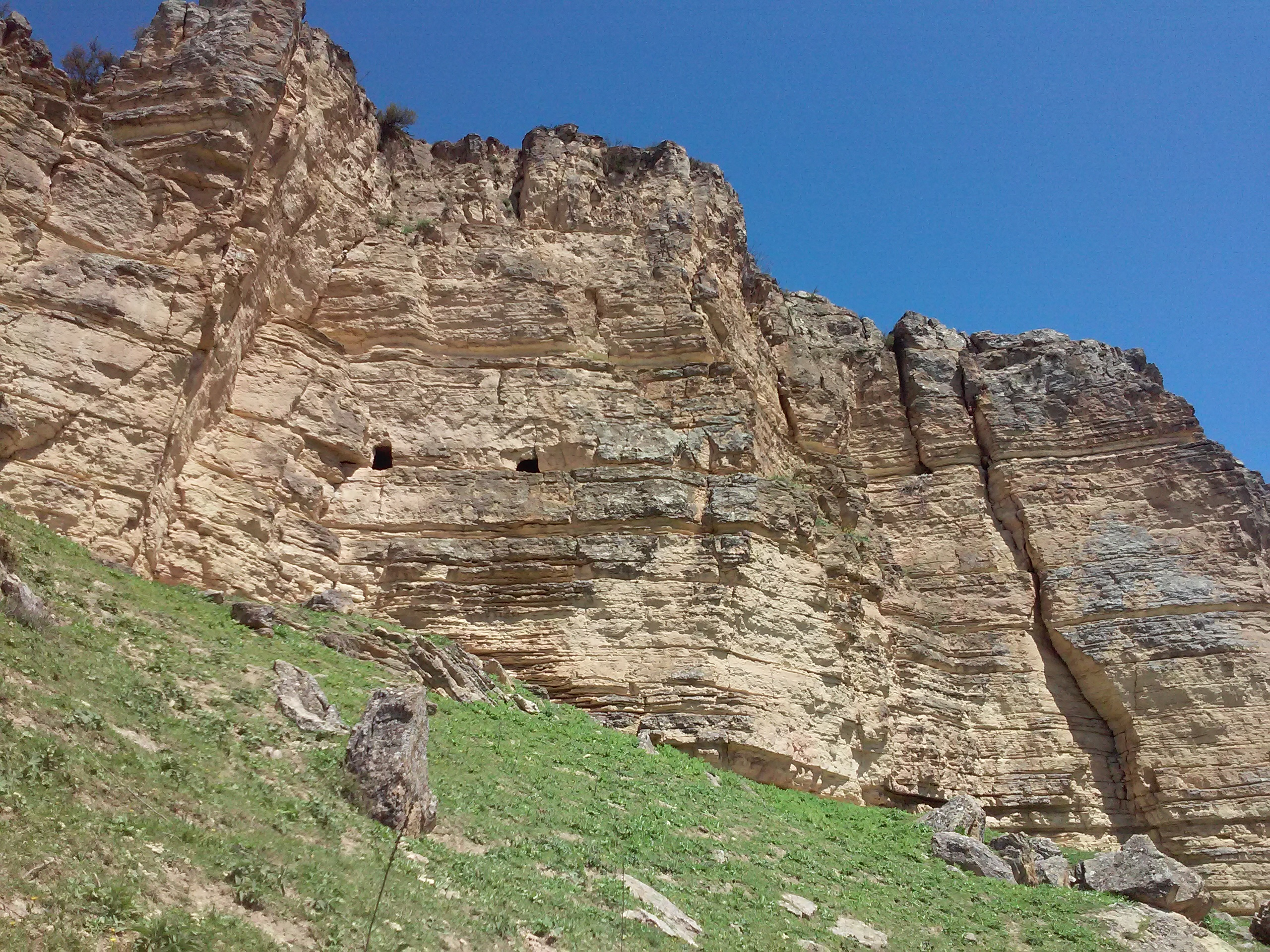
Вид на печеру в Ґобустанський район